# Cylindera versicolor
Cylindera versicolor es una especie de escarabajo del género Cylindera, tribu Cicindelini, familia Carabidae. Fue descrita científicamente por W. S. MacLeay en 1825.
Se distribuye por Singapur, Malasia, Tailandia, Brunéi e Indonesia. La especie se mantiene activa durante los meses de enero, marzo, abril, mayo, junio, julio, septiembre y octubre.